# 李承嘉
李承嘉（1958年—），臺灣土地學者，現任國立臺北大學校長，曾任國立臺北大學副校長、國立臺北大學公共事務學院院長、中國土地經濟學會理事長。在校長任內積極將北大校地、校產與民間進行BOT。

## 學術生涯
李承嘉畢業於國立中興大學法商學院（臺北大學前身）地政學系、國立政治大學地政研究所、德國多特蒙德大學空間規劃系工程博士，取得博士學位後返回母校任教至今。歷任國立臺北大學校內地政學系（後更名不動產與城鄉環境學系）主任、公共事務學院院長、行政副校長等職。2017年校長遴選對決陳銘薰副校長獲勝。2017年8月接任國立臺北大學校長，是北大首位出任校長的畢業校友。2021年校長遴選對決黃朝盟 （页面存档备份，存于）院長獲勝，連任。李承嘉為土地政策與地政租稅專家，發表《淺談我國土地徵收制度調整方向》等期刊論文，以及參加國科會專題研究「臺灣當前土地問題根源之研究：地租生產與分配的觀點」等計畫。

## 新聞事件

### 2023年國立臺北大學資料庫協調案
國立臺北大學學生會表示，針對師生高度關注的資料庫事件，已向立法委員賴品妤陳情，由辦公室胡主任主持的協調會共有校長李承嘉、主計室主任、圖書館館長等人出席，學生方則由學生議會副議長、學生會學權部部長與臺北校區學生議會秘書長等人出席，另外教育部高教司宋科長也出席此會議，還有教師列席。

### 2024年國立臺北大學宿舍搬遷案
臺灣學生聯合會表示，國立臺北大學預計裝修男一、女一學生宿舍，無預警通知兩棟宿舍學生搬遷到「合江宿舍」，學生代表雖於委員會上提出訴求，但校長李承嘉卻稱「行政事務不用找學生討論」、「宿舍不是學校必須給同學的」，並為此怒斥校方踐踏學生權益。